# Quake-catcher network

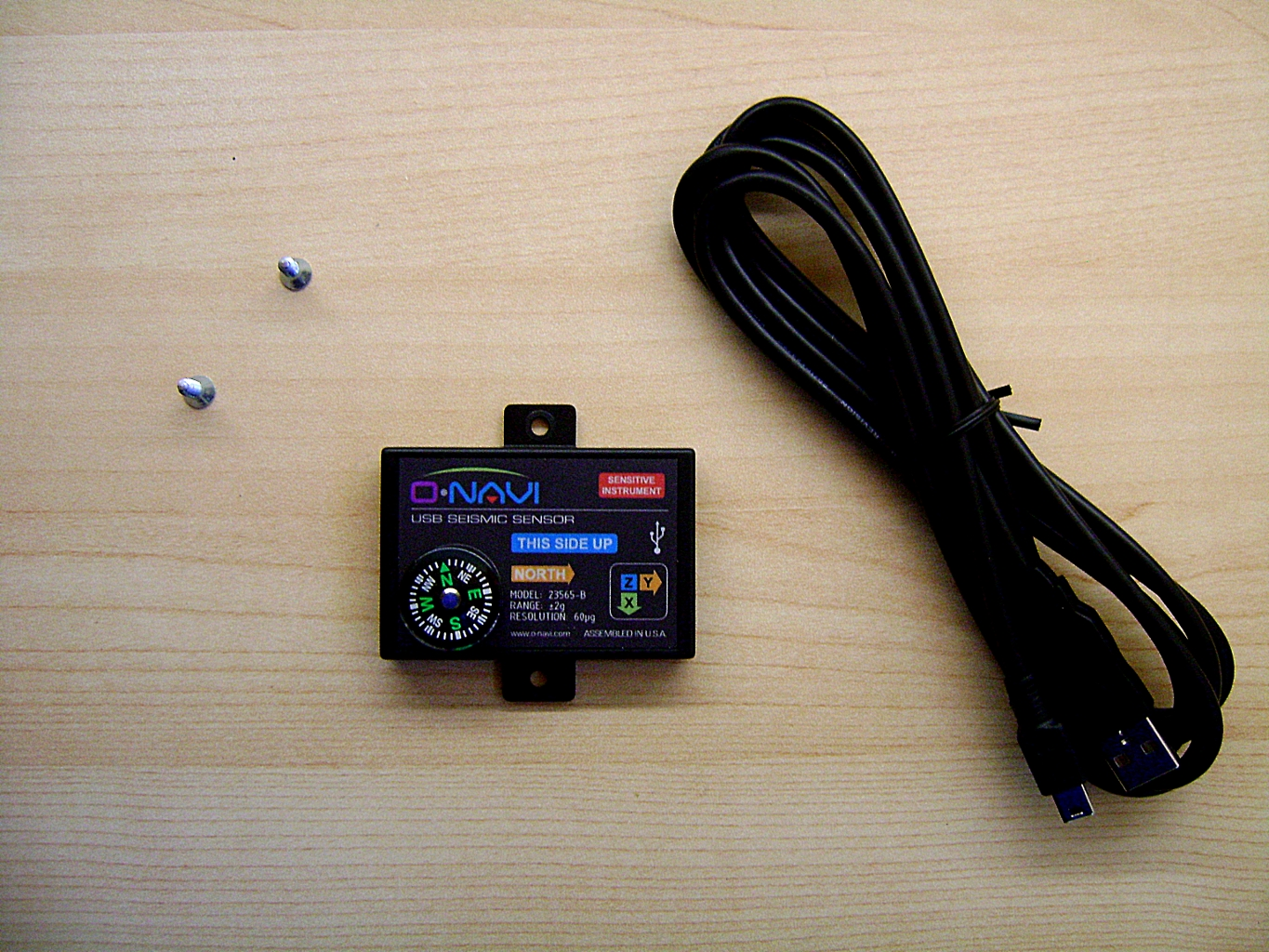
L'accelerometro O-navi, attuale periferica standard per il progetto.

Il Quake-Catcher Network è un'iniziativa congiunta della Stanford University e dell'UC Riverside che mira ad utilizzare gli accelerometri collegati ai computer per rilevare i terremoti. Utilizza la piattaforma di calcolo distribuito BOINC.
Attualmente supporta i nuovi computer portatili della Apple che hanno degli accelerometri integrati (utilizzati per parcheggiare in posizione di sicurezza le testine dell'hard disk in caso di caduta) e i nuovi Thinkpad Lenovo
  Supporta inoltre due periferiche USB esterne: il  JoyWarrior 24F8 e l'accelerometro MotionNode.
Poiché questi accelerometri non sono stati progettati specificamente per essere utilizzati come sismometri, la loro sensibilità non è particolarmente alta  e quindi il progetto è in grado di rilevare solo terremoti di grado superiore a 3,5 sulla scala Richter. Inoltre, le non ottimali condizioni di utilizzo portano alla misurazione di un elevato rumore di fondo. Per evitare quindi troppi falsi positivi, l'algoritmo confronta i segnali ricevuti con la media dei segnali dei precedenti 60 secondi. In caso lo scarto rilevato superi di tre volte la deviazione standard, il dato viene registrato e spedito ai server del progetto, insieme a tutte le informazioni rilevanti.